# Tawannanna
Tawannanna (ook Tawananna, Tavannana) is een titel uit de Hettitische samenleving die de regerende koningin aanduidde.

 Deze titel was voor het leven en zij behield haar positie dan ook na het overlijden van haar echtgenoot, echter omgekeerd betekende dit ook dat de echtgenote geen Tawannanna werd bij de troonsbestijging van haar man, maar pas na het overlijden van de voorgaande Tawannanna. De titel was overerfbaar van moeder op dochter, die de gemalin van de volgende koning was.
De Hettieten werden door een theocratische monarchie geregeerd, waarin de Labarna als troonopvolger huwde met de dochter van de koningin. Zij trad echter pas als tawannanna in functie nadat de voorgaande tawannanna was overleden.
De tawannanna nam het bestuur waar ook wanneer de koning op strijdtocht was. Zij was tegelijk hogepriesteres en hoofd van de rechterlijke macht. Een bekende tawannanna was Puduhepa, wier correspondentie met Ramses II overgeleverd is.
Omdat de titel uniek was, kon geen tawannanna de investituur van de koning eerder in gang zetten dan wanneer de voorgaande was overleden. Dit leidde soms tot bittere rivaliteit. Een dergelijk incident wordt vermeld in het op kleitabletten overgeleverd tweetalig Testament van Hattusili I.
Tawananna was ook de persoonlijke naam van een koningin.